# Dealul Viei, Buzău
Dealul Viei (în trecut, Atârnați) este un sat în comuna Merei din județul Buzău, Muntenia, România. Se află în apropierea dealurilor Istriței, în vestul județului.